# Microscopia de força atômica

Esquema de funcionamento

A microscopia de força atômica é uma técnica de análise que consiste na varredura da superfície de uma amostra com uma sonda a fim de obter sua imagem topográfica com resolução atômica, além de mapear certas propriedades mecânicas e físico-químicas dos materiais que as compõe.
Para tal fim, utilizamos o microscópio de força atômica, desenvolvido em 1985 pelo Dr. Gerd Binnig e outros investigadores. Ao desenvolver o aparelho, Binnig visava medir forças menores que 1μN entre a ponteira (tip) e a superfície da amostra.
A técnica se tornou um excelente perfilador topográfico de superfície e medidor de força normal em micro e nanoescala. Hoje as análises são feitas em áreas multidisciplinares como Física, Química, Biologia, Engenharia de Materiais, Eletrônica e Nanotecnologia. Essa variedade é possível, porque a técnica pode ser usada em amostras condutoras ou isolantes, magnéticas ou não magnéticas, secas ou em líquidos.

## Análises Primárias
A técnica permite uma série de análises e manipulações sobre as amostras em uma escala nanométrica. O uso mais frequente tem sido para a produção de imagens, mas ele também permite  medidas de adesividade, entre superfícies ou moléculas individuais e medidas de resistência mecânica (módulo de Young, deformações plásticas, rigidez, entre outras).

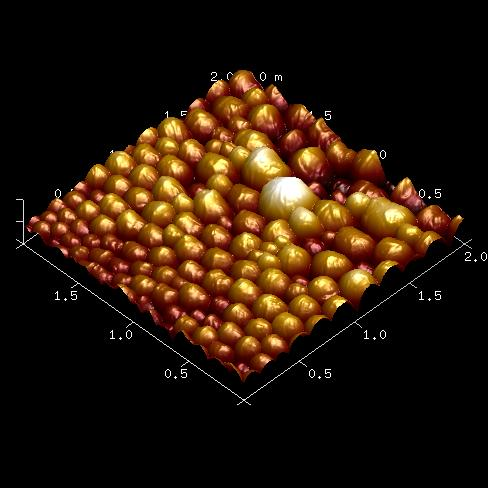
Imagem Topográfica de AFM (3D)

### Topografia
Uma das imagens obtidas pela técnica, é a da topografia da amostra. A ponta de prova (tip) sofre repulsão ou atração pela superfície dependendo de sua topografia e essas variações são detectadas pelo movimento do laser incidindo no fotodetector (ver: microscópio de força atômica). Com isso é possível formar uma imagem topográfica digitalmente e obter diversas informações sobre a amostra, como por exemplo rugosidade e variação de altura.

### Fase
Tipo de imagem que aparece ao ser feito o modo Contato Intermitente (Tapping Mode) (ver: microscópio de força atômica), é formada pela diferença de fase que surge quando o cantiléver, que está oscilando em uma frequência específica, passa por regiões da amostra que possuem interações diferentes com o tip ou diferença de altura. Ao comparar a imagem topográfica com a imagem de fase, é possível identificar regiões que possuem maior ou menor adesão que outras por exemplo.

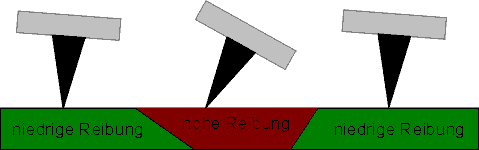
Esquema da variação de força lateral

### Força Lateral
Imagem presente nas varreduras por Modo Contato (Contact Mode) (ver: microscópio de força atômica), é formada pela deflecção lateral do cantiléver ao fazer a varredura e é importante, pois nos dá informações sobre medidas de rugosidade do material.

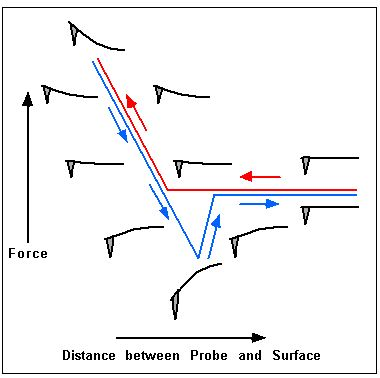
Gráfico de uma curva de força

### Curva de Força
O cristal piezoelétrico do eixo z, faz a aproximação do cantiléver à amostra, o tip toca a amostra, realiza uma força específica sobre a mesma (definida pelo usuário) e retrai voltanto a posição original. Esse procedimento gera um gráfico que é a curva de força sobre o material. Com ele temos informações sobre a interação entre o tip e a superfície da amostra.

## Modos de Varredura

### Modo Contato

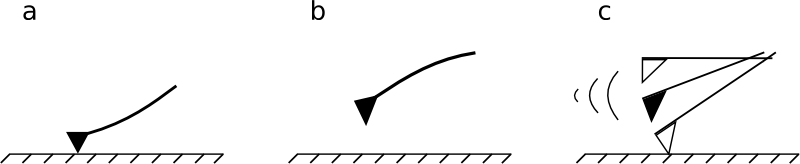
Modos Contato, Não Contato e Contato Intermitente (dir. esq.)

Varre a amostra mantendo a força com que a ponteira pressiona a amostra ou altura em relação à superfície de contato constante (ver: microscópio de força atômica), produz imagens de Topografia, Deflecção Lateral, Deflecção Vertical e Sensor de Altura.O sistema de feedback corrige a variação de força ou de altura em relação à superfície. Pode-se obter informações a respeito da rugosidade e da topografia da amostra, como descrito anteriormente.

### Modo Contato Intermitente (Tapping™)
A varredura é feita com o cantiléver oscilando em sua frequência natural (ver: microscópio de força atômica), produz imagens de Topografia, Fase, Amplitude e Sensor de Altura.O sistema de feedback corrige a variação da amplitude de oscilação do cantiléver. Na topografia é utilizado para minimizar os efeitos de fricção. Obtém-se informações de diferença de material na amostra (pela diferença de adesão do tip com cada material), além de poder ser usada em amostras mais sensíveis, visto que o modo contato danifica mais a superfície testada.

### Modo Não-contato
Ao aproximar o tip perto o suficiente de sua amostra, surge uma diferença de energia potencial V entre ambas. Essa diferença promove uma força F que leva a deflexão do cantiléver. Essa força F é utilizada como sinal para a imagem e é devida as interações de  van der Waals entre o tip e a amostra, o cantiléver oscila dentro de um regime repulsivo com a amostra.

### Peak Force Tapping™
Produz uma imagem realizando uma curva de força em cada pixel. Com essa técnica é possível ter uma ideia mais geral da interação do tip com a amostra além de preservar mais a ponteira em relação ao modo Contato Intermitente. O sistema de feedback mantem a força máxima aplicada em cada curva constante. Esse tipo de técnica elimina a força lateral, visto que não há arraste da ponteira com a superfície, é possível utilizá-la em amostras mais delicadas devido ao baixo nível de degradação das mesmas pela ponta (ampla utilização em amostras biológicas).

## Outras Medidas

### QNM (Quantitive Nanomechanical Measurements)™
Em uma imagem de Peak Force Tapping é possível fazer essa análise, ao mesmo tempo que o sistema obtém a imagem, também calcula o módulo elástico da amostra, sua adesão, energia de dissipação, deformação além de uma imagem de topografia com uma resolução mais fina. Diferente das imagens de fase, essa técnica mede quantitativamente o módulo da amostra. Isso permite identificar materiais na escala nanométrica comparando seus módulos de bulk.

### Lift Mode™
Não é um modo de varredura propriamente dito, mas associado a outros modos, é capaz de trazer nova informações sobre a amostra. A linha de varredura do traço é feita normalmente, o sistema memoriza o traçado e no retraço volta há uma altura específica da amostra (lift) sentindo interações a distância com a superfície.

### Microscopia de Força Magnética (MFM)
Técnica capaz de medir o campo magnético e suas variações em uma amostra. É necessária a utilização de um tip magnetizado e uma amostra com propriedades magnéticas, ao fazer a varredura o tip consegue detectar por diferença de campo magnético variações nos domínios magnéticos da amostra. O sistema de feedback corrige a variação de corrente elétrica alterada com a variação do campo magnético. É muito importante em análises em nanoeletrônica e motores moleculares, por exemplo. Amplamente usado para teste de qualidade de Discos rígidos e CDs, visto que uma análise importante nessa indústria é a disposição dos domínios magnéticos nos produtos.(ver:Magnetic force microscope)

### Microscopia de Força Eletrostática (MFE)
Técnica capaz de medir o campo elétrico da superfície de uma amostra, para tal, a amostra e a ponteira devem ser condutoras. O tip não toca a amostra (Lift Mode), a força varia de acordo com a atração ou repulsão da separação de cargas da amostra. O sistema de feedback corrige a variação de corrente elétrica que é alterada pela diferença de campo elétrico na superfície da amostra. Como é uma força de longo alcance, detecta interações de até 100nm de distância da amostra(ver: Electrostatic force microscope). Ao final do experimento é obtido um mapa do campo elétrico de sua superfície, muito importante para a nanoeletrônica por exemplo.

### Peak Force Tuna™
Técnica capaz de medir a condutividade elétrica de amostras. Tip e amostra devem ser condutoras, o sinal obtido é a corrente elétrica entre o tip e a amostra após ser aplicada uma corrente elétrica. O sistema de feedback corrige a variação de corrente elétrica, que muda conforme a condutividade da amostra. Ainda é possível fazer uma relação entre o Peak Force Tuna™ e o Peak Force Tapping™, que nos permite fazer uma correlação direta entre os dados elétricos e informações nano-mecânicas da amostra.

### Scanning Thermal Microscopy
Essa técnica é capaz de medir a condutividade térmica ou gradiente térmico de uma amostra. Materiais diferentes transmitem calor de forma diferente, ao percorrer a ponteira aquecida sobre a amostra, cada região absorve o calor de uma maneira. Esse efeito é medido com mudanças de resistividade no tip e é possível montar uma imagem de sua superfície com essas variações.

## Funcionalização
Existe uma grande variedade de ponteiras a venda no mercado, cada um com uma constante elástica, raio e altura do tip, comprimento do cantiléver,frequência de ressonância, estrutura e material diferentes. Com isso é possível realizar uma série de medidas nas mais diversas áreas do conhecimento. Contudo algumas análises requerem cantiléveres modificados para que possam ser feitas, algumas delas estão descritas a seguir:

### ProteínaseLigantes

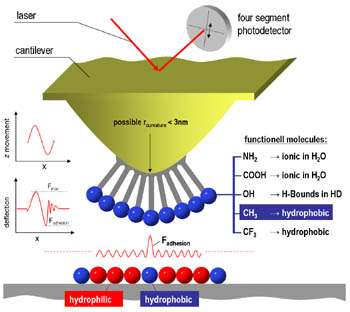
Cantiléver funcionalizado, medida de adesão da funcionalização com a superfície

Uma classe de estudos muito utilizada na Microscopia de Força Atômica é a medida de adesão de Proteínas e Ligantes. O procedimento realizado é a funcionalização do tip com proteínas (ou ligantes) e a realização de medidas de curva de força com a amostra.
 Analisando a curva de retração da ponteira, podemos medir a interação (adesão) de proteínas (ou ligantes) com o material exposto na superfície. Essa técnica é muito importante para medir a força de interação entre uma proteína e seu receptor ou entre ligantes em um composto químico .
Outro exemplo é a medida de força de enovelamento de proteínas. Nela, o tip é funcionalizado de tal forma que ao entrar em contato com uma proteína imobilizada, ele se liga fortemente a ela. A força de ligação entre o agente de funcionalização e o tip, o tip e a proteína e proteína com o substrato imobilizador, são maiores que a força de enovelamento da mesma. Dessa forma, ao retrair o cantiléver, a proteína começa a desenovelar e é possível (sabendo-se a constante de mola) determinar essa força. Veja o vídeo ilustrativo.

### Nanotubo de Carbono
O tip é funcionalizado com um único nanotubo de carbono single wall e com isso a ponta fica muito mais fina (0,7-3nm). Essa técnica confere uma alta resolução à imagem, pouca evidência de desgaste da ponta e da amostra, é uma tecnologia promissora para a metrologia de semicondutores, visto que nanotubos de carbono são condutores e para análises nano-biológicas, devido a relativa reatividade dos nanotubos.

## Outras Aplicações
Além de todas as aplicações descritas, a sonda pode ser usada para manipular diretamente átomos, moléculas, proteínas, ou  qualquer outra estrutura na escala de tamanho da ponta,  em uma superfície, realizando assim nanolitografia, secção de moléculas( por exemplo cromossomos ou DNA),  montagem de estruturas átomo a átomo ou medidas de força de interação entre estruturas em escala micro e nanométricas.

### Nanolitografia

#### Nanolitografia por Oxidação Local (Local oxidation nanolithography)

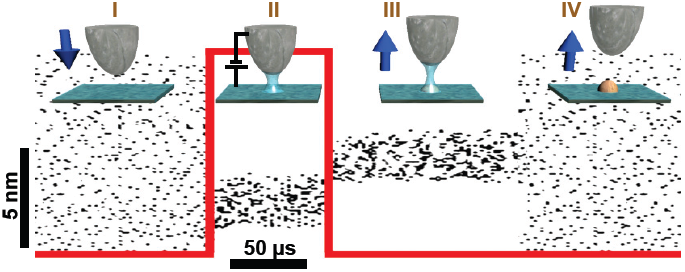
Etapas da nanolitografia

Muitos métodos para modificações locais de superfície por AFM já foram propostos, porém uma estratégia poderosa é a oxidação anódica local, via crescimento de uma camada de óxido induzida por uma corrente elétrica aplicada entre o tip e a superfície.

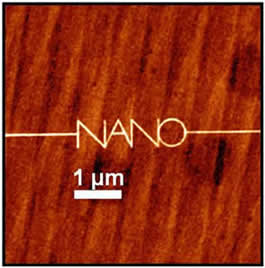
Transistor de nanofio feito por nanolitografia por oxidação local

Essa técnica possibilita a fabricação de nanofios, nanotransistores, circuitos específicos e uma série de outros dispositivos que podem ser usados em nanoeletrônica. Além disso é possível desenhar moldes que podem ser usados na produção de outros produtos nanotecnológicos.

#### Nanolitografia por identação
Para utilizar essa técnica é necessário uma ponteira extremamente dura. É feita uma identação na amostra e o aparelho faz o percurso desejado, conforme a ponteira vai se movendo, a amostra é sendo litografada ("arranhada"). Pode-se fazer uma analogia com um campo sendo arado. O tip vai "arranhando" (identando) a superfície de maneira análoga a um arado  esculpindo o solo, de modo que padrões podem ser desenhados dessa maneira.

### Uso para obter informações Espectroscópicas

#### TERS (Tip EnhancedRaman Spectroscopy)
Esta técnica usa uma ponteira (tip) metálica (ponteira AFT ou STM com camada fina de ouro ou prata depositada em sua superfície - ver filmes ultrafinos) para amplificar o efeito raman de moléculas/espécies situadas no seu entorno. A resolução espacial é aproximadamente do tamanho da extremidade da ponteira, tipicamente de 20-30 nm. Com isso é possível fazer uma imagem e em cada ponto da imagem se obter um espectro raman da amostra, que dá informações sobre os modos vibracionais das espécies moleculares sendo investigadas. O efeito é baseado na ressonância do plasmon da superfície metálica cobrindo a ponteira.

### Obtendo-se Energias de Interação com AFM
A energia é definida como : {\displaystyle E=\int _{a}^{b}F(x)\,dx.}
Assim, se o gráfico da força contra a distância puder ser determinada pelo AFM, é possível obter a energia de interação através da integração dessa curva (área debaixo da mesma)  Pode-se por exemplo, ligar um determinado substrato na ponta de prova, por exemplo, um fármaco e fazê-lo interagir com o sítio ativo de uma enzima. Ao se registrar a curva da força sentida pela ponta de prova ao se aproximar e se distanciar do sítio ativo da enzima, pode-se calcular a energia de interação fármaco-enzima pela integração desta curva.